# La Asunción
La Asunción è la capitale dello Stato federato di Nueva Esparta del Venezuela.
Fu fondata dagli Spagnoli nel 1562 e subì varie incursioni di pirati inglesi durante l'epoca in cui era colonia spagnola. Per proteggere l'abitato venne eretto, nelle sue immediate vicinanze, il Castillo de Santa Rosa (Castello di santa Rosa).
La città conta una popolazione di quasi 30 000 abitanti (2006), che si quadruplica aggregando quella residente nella vicina Porlamar.
Attualmente è il principale centro amministrativo dell'isola di Margarita. Situata all'interno di una valle lussureggiante, La Asunción ha perso, a partire dagli anni novanta del Novecento, l'aspetto tranquillo e fuori del tempo che la contraddistingueva, aprendosi gradualmente al turismo. È degna di menzione la Cattedrale, edificata nella seconda metà del XVI secolo.